# Микаел Пјетрус
Микаел Пјетрус (фр. Mickaël Piétrus; Лез Абим, Гваделуп, 7. фебруар 1982) бивши је француски кошаркаш. Играо је на позицијама бека и крила. Његов старији брат Флоран Пјетрус је такође био кошаркаш.

## Биографија
Пјетрус је каријеру почео у екипи По Ортеза, а након тога је био у НБА лиги где је наступао за Голден Стејт вориорсе, Орландо меџик, Финикс сансе, Бостон селтиксе и Торонто репторсе. Играо је и у Порторику за Метс де Гвајнабо а последњи ангажман је имао у француском Нансију.
Са репрезентацијом Француске је освојио бронзану медаљу на Европском првенству 2005. у Србији и Црној Гори. Играо је за национални тим и на Светском првенству 2006. у Јапану.

## Успеси

### Клупски
- По Ортез :
  - Првенство Француске (2): 2000/01, 2002/03.
  - Куп Француске (2): 2002, 2003.
  - Куп "Недеља асова" (1): 2003.

### Репрезентативни
- Европско првенство:  2005.
- Европско првенство до 18 година:  2000.
- Европско првенство до 20 година:  2002.